# Шагдарын Чанрав
Шагдарын Чанрав (монг. Шагдарын Чанрав; 20 ноября 1948, Хурээмарал, Баянхонгор — 10 августа 2007, Хурээмарал, Баянхонгор) — монгольский самбист и дзюдоист, чемпион (1973), серебряный (1974) и бронзовый (1975) призёр чемпионатов мира по самбо, участник соревнований по дзюдо летних Олимпийских игр 1976 года в Монреале, Заслуженный мастер спорта Монголии (1973). По самбо выступал в лёгкой весовой категории (до 62 кг).
На Олимпиаде в первой схватке победил представителя КНДР Ду Йонгча, но затем уступил спортсмену из ГДР Дитмару Хётгеру и выбыл из борьбы за медали.
С 1978 по 1985 годы работал тренером сборных команд Монголии по самбо и дзюдо. В 1989—1999 годах был главным тренером сборной Монголии по самбо. Одним из воспитанников Чанрава был серебряный призёр чемпионата мира по самбо Содном Эрхембаяр. Чанрав до последних дней работал спортивным комментатором, комментировал соревнования по борьбе.